# Trog (Eisenbahn)

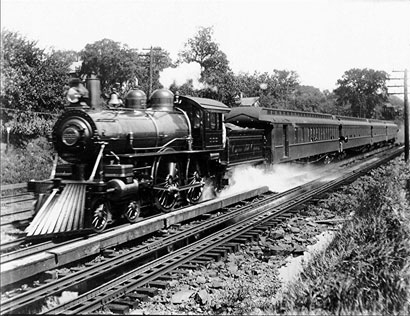
Lokomotive Nr. 999 der New York Central Railroad beim Wasseraufnehmen, auf dem Gegengleis befindet sich ebenfalls ein Trog

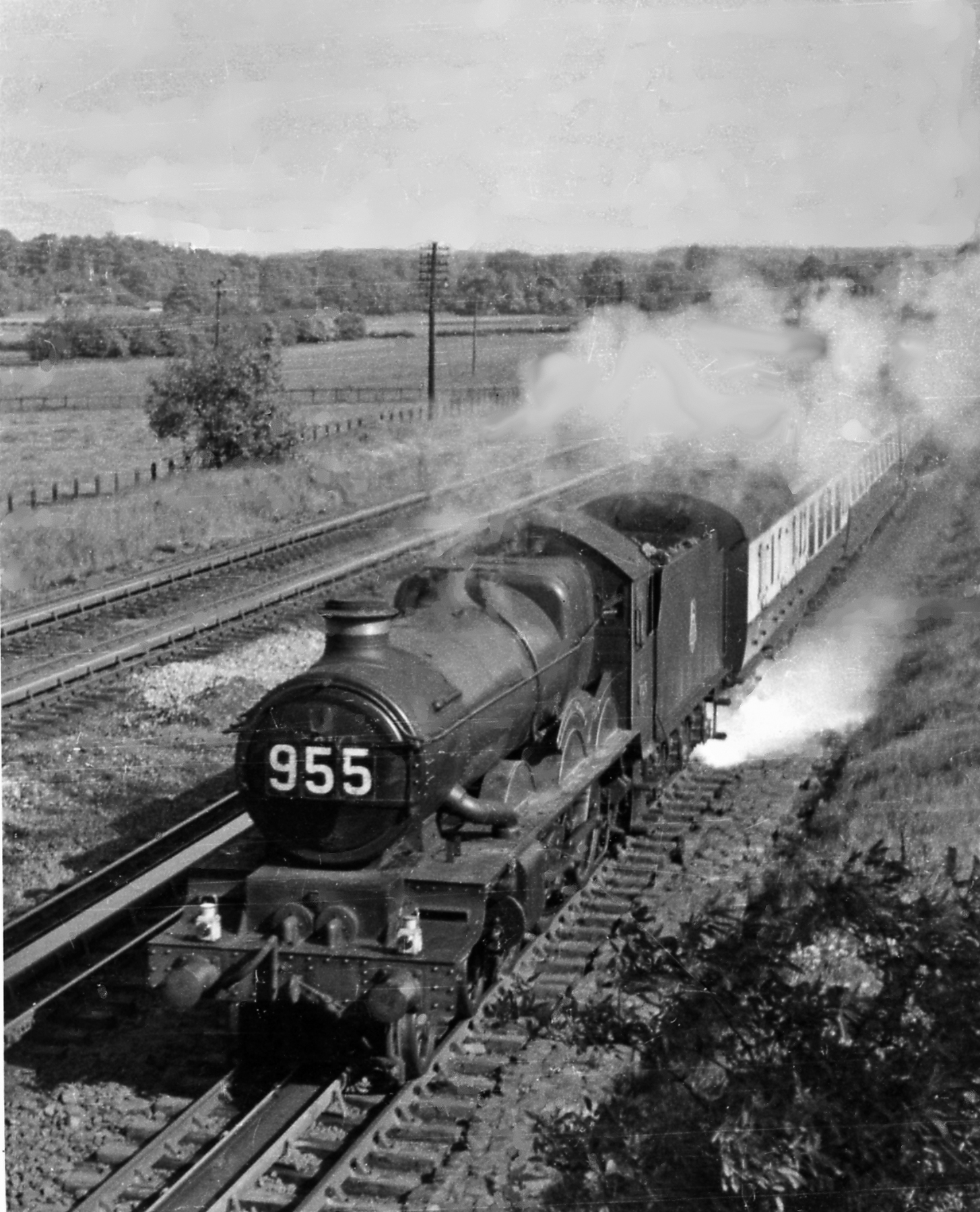
1948 gebaute Lokomotive 7016 Chester Castle beim Wasserfassen bei Lower Basildon, 1951

Ein Trog, in den USA als track pan, in Großbritannien als water trough, in Frankreich als bac de prise d’eau en marche bezeichnet,  ist bei der Eisenbahn eine langgestreckte, mit Speisewasser gefüllte Wanne, die zwischen den Schienen angeordnet ist. Sie ermöglichte es Schnellzug-Dampflokomotiven, während der Fahrt den Wasservorrat aufzufüllen, wodurch längere Strecken ohne Halt durchfahren werden konnten.

## Geschichte

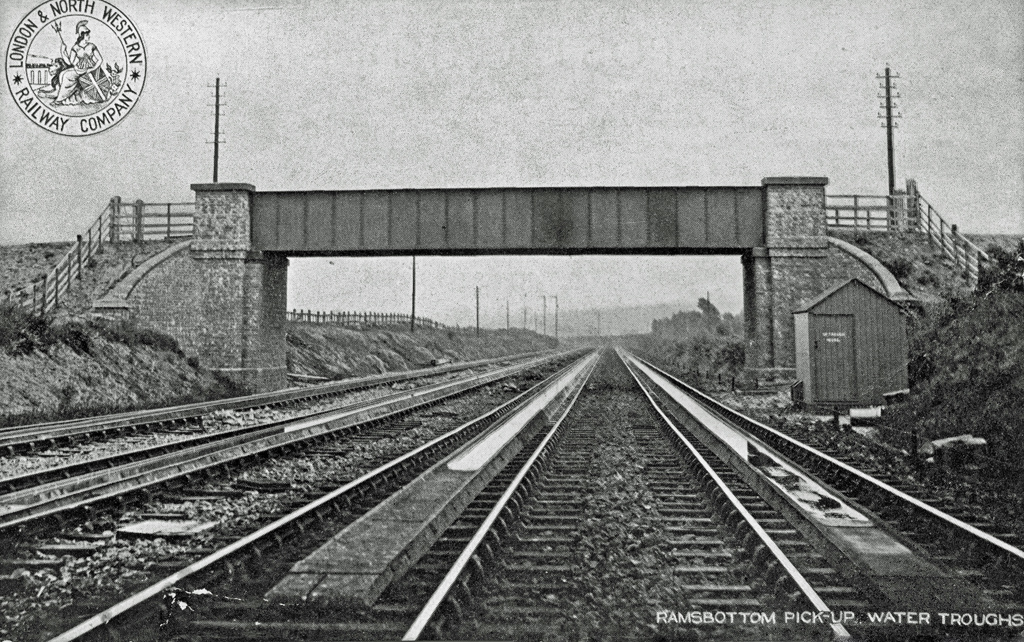
Wassertröge der London and North Western Railway, 1904

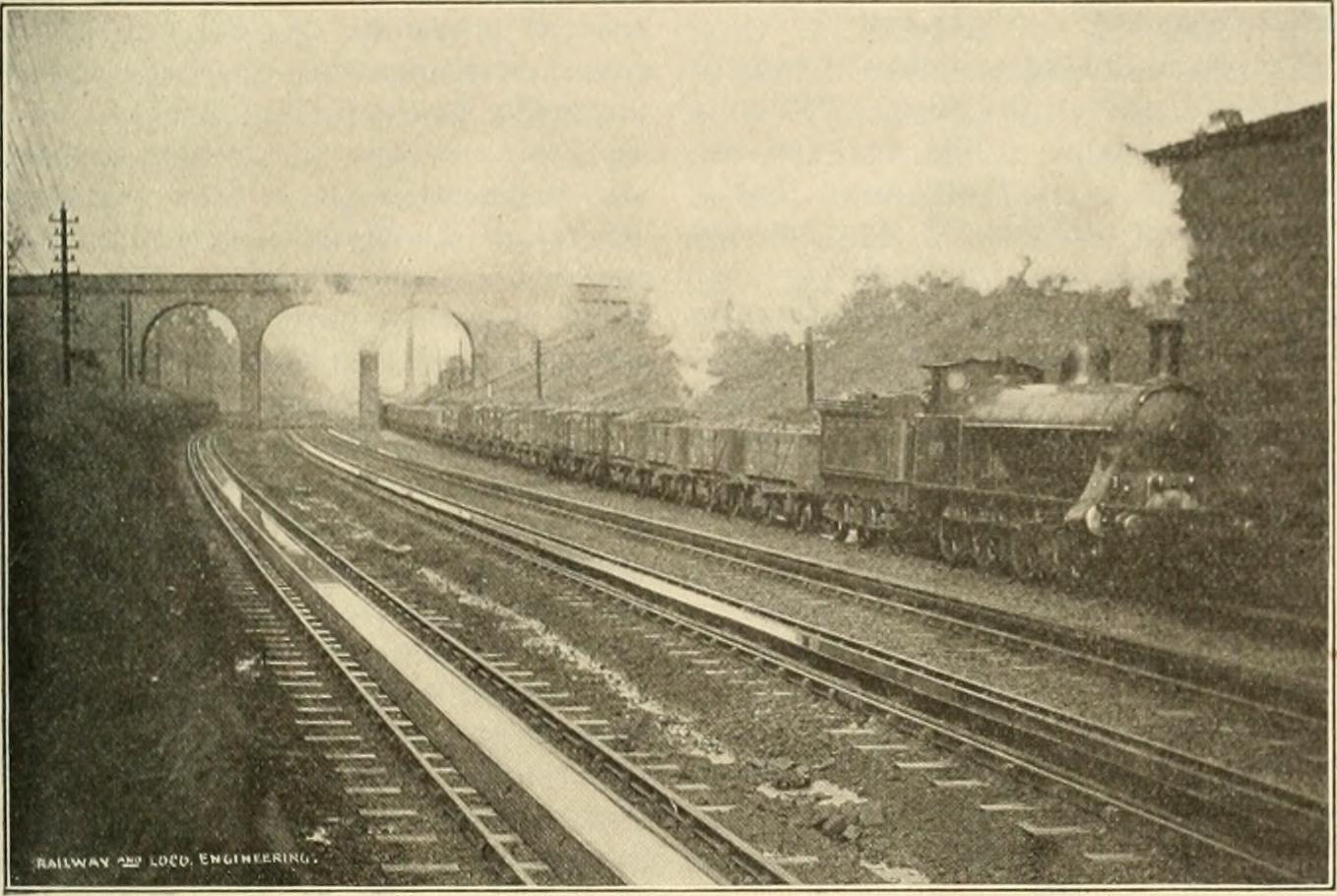
Wassertröge der London and North Eastern Railway, 1901

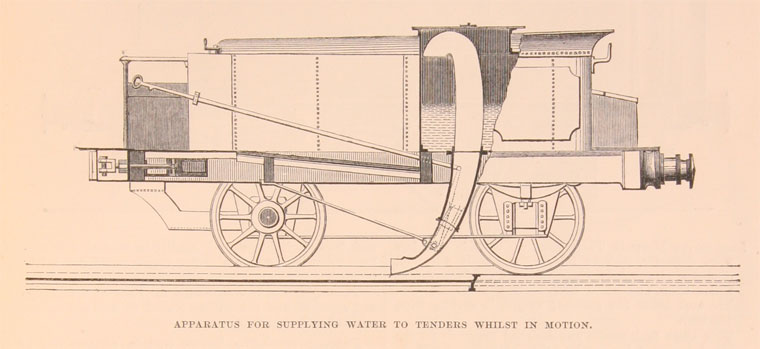
Schnittbild: Tender mit Schöpfeinrichtung; LNWR 1862

Die Strecke, die eine Dampflokomotive ohne Halt zurücklegen kann, wird primär durch den Wasservorrat im Tender begrenzt. Wenn innerhalb dieser Strecke kein Verkehrshalt vorgesehen ist, bei dem die Vorräte ergänzt werden können, muss ein Betriebshalt eingeplant werden. Die im Vereinigten Königreich und den USA auf den gleichen Strecken konkurrierenden Eisenbahngesellschaften nutzten sämtliche Mittel, um die Reisezeiten zu kürzen, wozu auch der Verzicht auf Betriebshalte gehörte. In diesem Kontext entwickelte John Ramsbottom die Tröge und die dazugehörige Schöpfeinrichtung. Um die Schnellzüge nach Irland zu beschleunigen, nahm die London and North Western Railway (LNWR) am 23. Juni 1860 bei Mochdre zwischen Chester und Holyhead auf der North Wales Coast Line einen ersten Trog in Betrieb. Damit wurden erstmals Fahrten ohne Halt über große Entfernungen möglich. Ab 1870 fand das Ramsbottom-System auch in den USA Anwendung, insbesondere bei der New York Central and Hudson River Railroad.
In den 1930er Jahren waren die meisten britischen Hauptstrecken mit Trögen ausgestattet. 1936 gab es in Großbritannien mindestens 17 Tröge an 15 Standorten. In den USA nutzte vor allem die New York Central Railroad (NYC) auf der Strecke von New York nach Chicago diese Form der Wasserfassung, auch bei der Pennsylvania Railroad (PRR) war sie verbreitet. In Frankreich wurden zwischen 1905 und 1963 Wassertröge an den Strecken von Paris nach Cherbourg und Le Havre sowie nach 1911 nach Le Mans eingerichtet. Die Strecke Paris–Bordeaux wies zeitweise sogar an drei Stellen Wassertröge auf.
Nach dem Zweiten Weltkrieg wurden Langläufe zunehmend mit Diesellokomotiven durchgeführt. In Großbritannien erhielten einige davon zunächst die Möglichkeit, während der Fahrt Wasser aus den Trögen für den Betrieb der Dampfheizung der Wagen aufzunehmen. Mit dem Ausscheiden der Dampflokomotiven aus diesen Diensten wurden auch die Tröge überflüssig und nach und nach entfernt.

## Technik

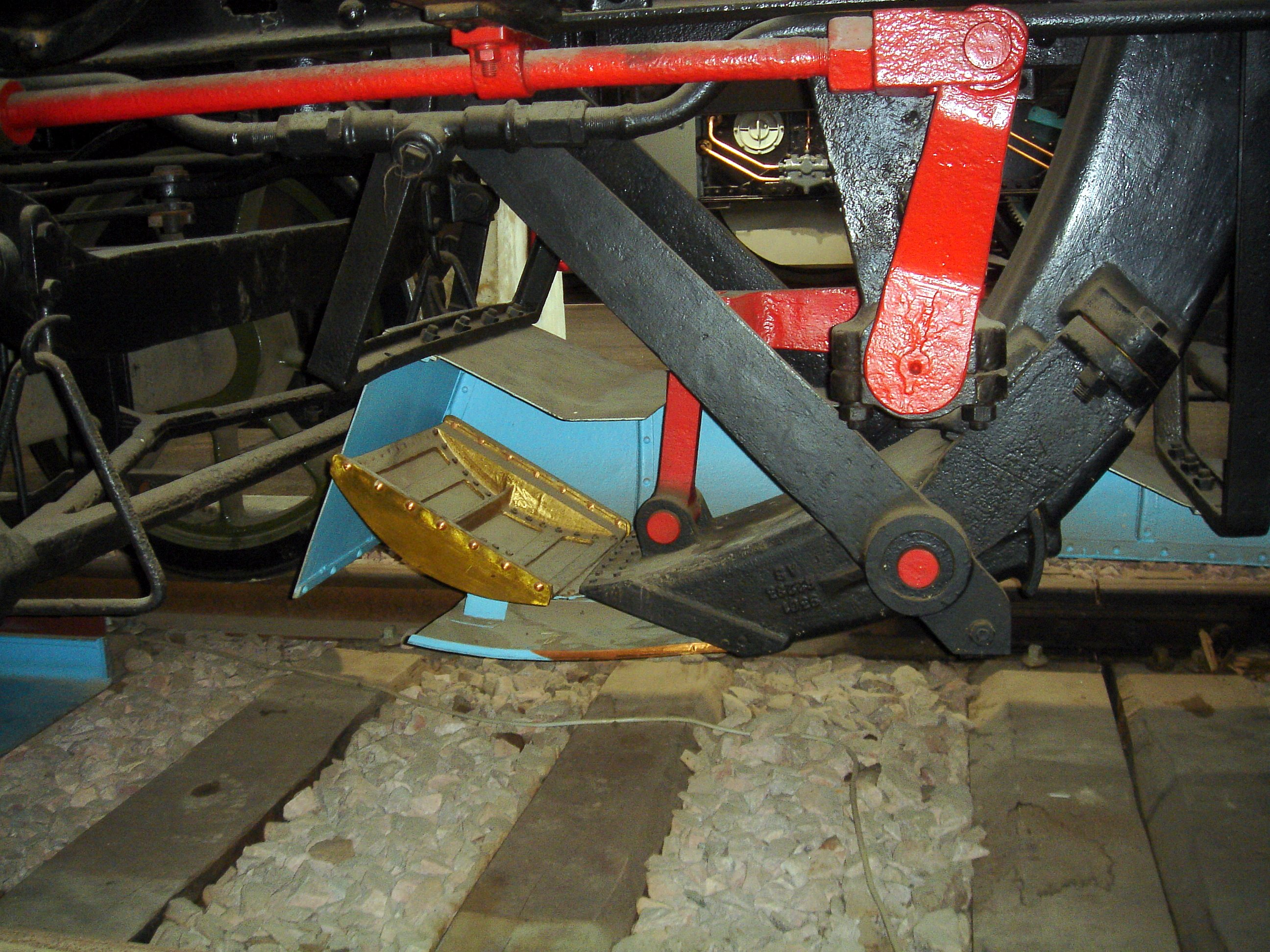
Schöpfeinrichtung an einem französischen Schlepptender

Die Tröge wurden auf freien, ebenen Abschnitten in den geraden Gleisen von Hauptstrecken angelegt. Sie bestanden aus Gussteilen oder Blech und waren 600 bis 800 m lang bei einer Breite von 457 mm und einer Tiefe von 150 mm, womit sie 30 bis 50 m³ Wasser enthielten. Der Wasserspiegel befand sich 38 mm unter der Schienenoberkante und wurde ähnlich wie bei einer Toilettenspülung durch Schwimmer aufrechterhalten, die beim Absenken des Wasserstandes automatisch Pumpen aktivierten, die Wasser von einem Reservoir in die Tröge leiteten. Zur Wartung der  Anlage, zu der neben den Trögen meist eine Pumpstation gehörte, waren ein bis zwei Personen erforderlich. Neben den Trögen wurden oft Betonplatten angebracht, um zu verhindern, dass der Schotter ausgeschwemmt wurde.
Unter den Schlepptendern der Schnellzuglokomotiven war eine Schöpfschaufel angebracht, die vom Führerstand aus händisch oder mittels Druckluft bis unter die Wasserlinie des Troges abgesenkt und wieder angehoben werden konnte. Bis zum Trog musste der Zug auf ca. 65 km/h abgebremst werden. Sobald sich der Zug über dem Trog befand, senkte das Lokpersonal die Schöpfschaufel ab. Durch die Fahrgeschwindigkeit des Zuges staute sich das Wasser an der Schaufel und wurde ohne Ansaugvorrichtung über ein Steigrohr nach oben gedrückt, wo es nach einer 180°-Ablenkung über ein Prallblech in den Wasserbehälter des Tenders floss. Nachdem die Wasseraufnahme abgeschlossen war, wurde die Schöpfschaufel wieder angehoben. Durch eine besondere Konstruktion des Tenders konnten die Niagaras der NYC sogar mit einer Geschwindigkeit von knapp 130 km/h Wasser aus dem Trog schöpfen, wobei die Fenster der ersten Personenwagen hinter der Lokomotive währenddessen geschlossen bleiben mussten.
Die steigende Leistungsfähigkeit späterer Dampflokomotiven führte dazu, dass ein erheblich größerer Wasservorrat mitgeführt werden konnte, wodurch auf die Tröge zwischen den Schienen verzichtet werden konnte.

## Filme
Das Wasserfassen aus dem Trog wurde in mehreren Filmen dokumentiert, ausführlich in:
- Night Mail, Dokumentarfilm (1936): Instandhaltungsarbeiten am Wassertrog
- Bestie Mensch, Kinofilm (1938): In einer Sequenz sind das Wasserfassen einer französischen 231 D aus Sicht des Lokpersonals und eine Außenansicht des Zuges bei diesem Vorgang während einer Fahrt von Paris nach Le Havre zu sehen
- Elizabethan Express, Dokumentarfilm (1953): Wasserfassen aus der Führerstandsperspektive einer britischen LNER-Klasse A4